# Oospila trilunaria
Oospila trilunaria är en fjärilsart som beskrevs av Achille Guenée 1857. Oospila trilunaria ingår i släktet Oospila och familjen mätare. Inga underarter finns listade i Catalogue of Life.